# Kameanopil, Pustomîtî
Kameanopil (în ucraineană Кам'янопіль) este un sat în comuna Iampil din raionul Pustomîtî, regiunea Liov, Ucraina.

## Demografie
Componența lingvistică a localității Kameanopil
     Ucraineană (100%)
Conform recensământului din 2001, toată populația localității Kameanopil era vorbitoare de ucraineană (100%).